# Pod arcuit
Un pod arcuit este un pod cu stâlpi⁠(d) la fiecare capăt în formă de arc curbat. Podurile arcuite funcționează prin transferarea greutății podului și a încărcăturilor sale parțial într-un efort orizontal reținut de stâlpii de pe fiecare parte și parțial într-o sarcină verticală pe suporturile arcului. Un viaduct (un pod lung) poate fi realizat dintr-o serie de arce, deși în prezent se folosesc în mod obișnuit alte structuri mai economice.

## Istorie

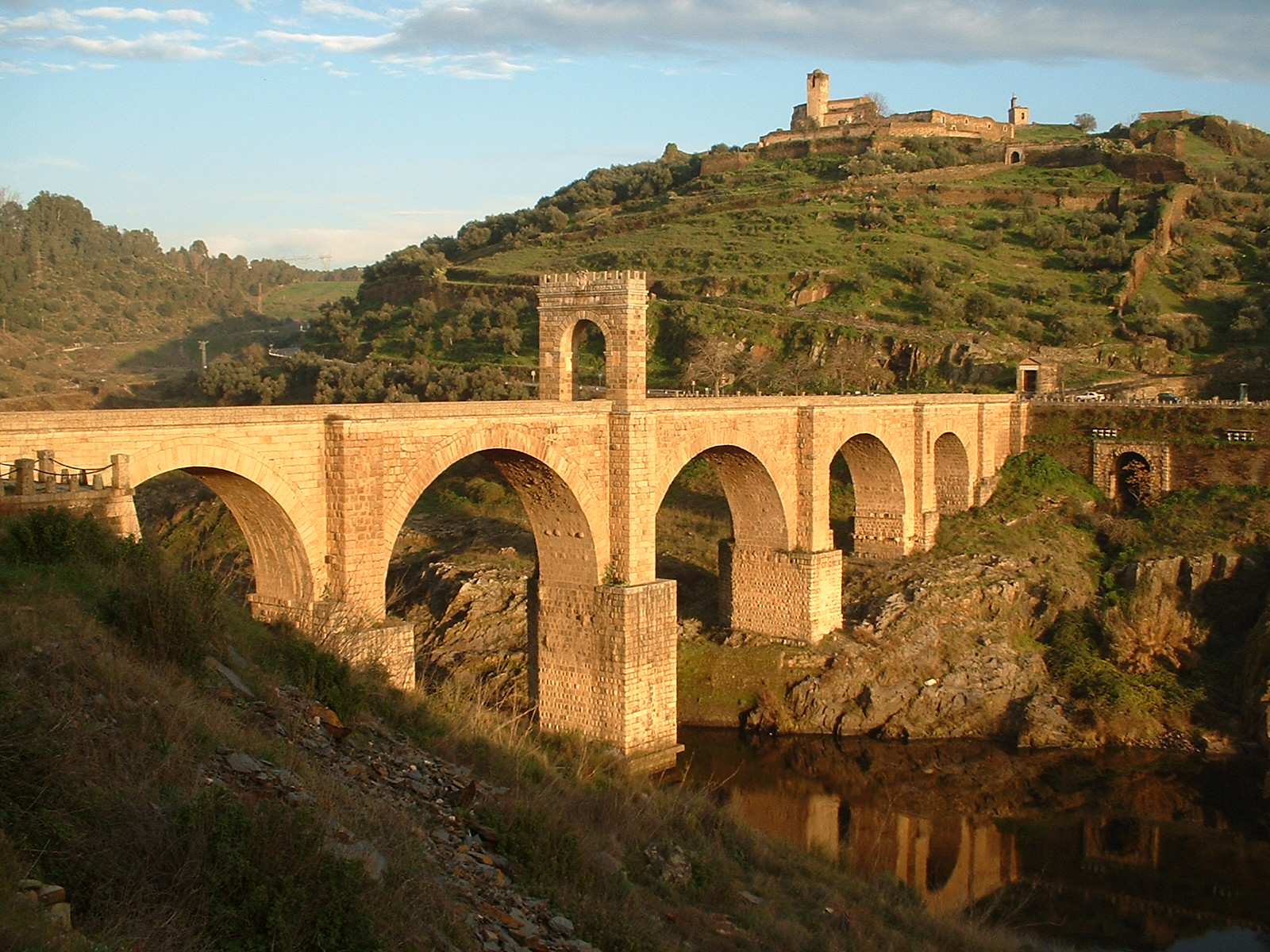
, Spania (construit 103-106 d.Hr.)

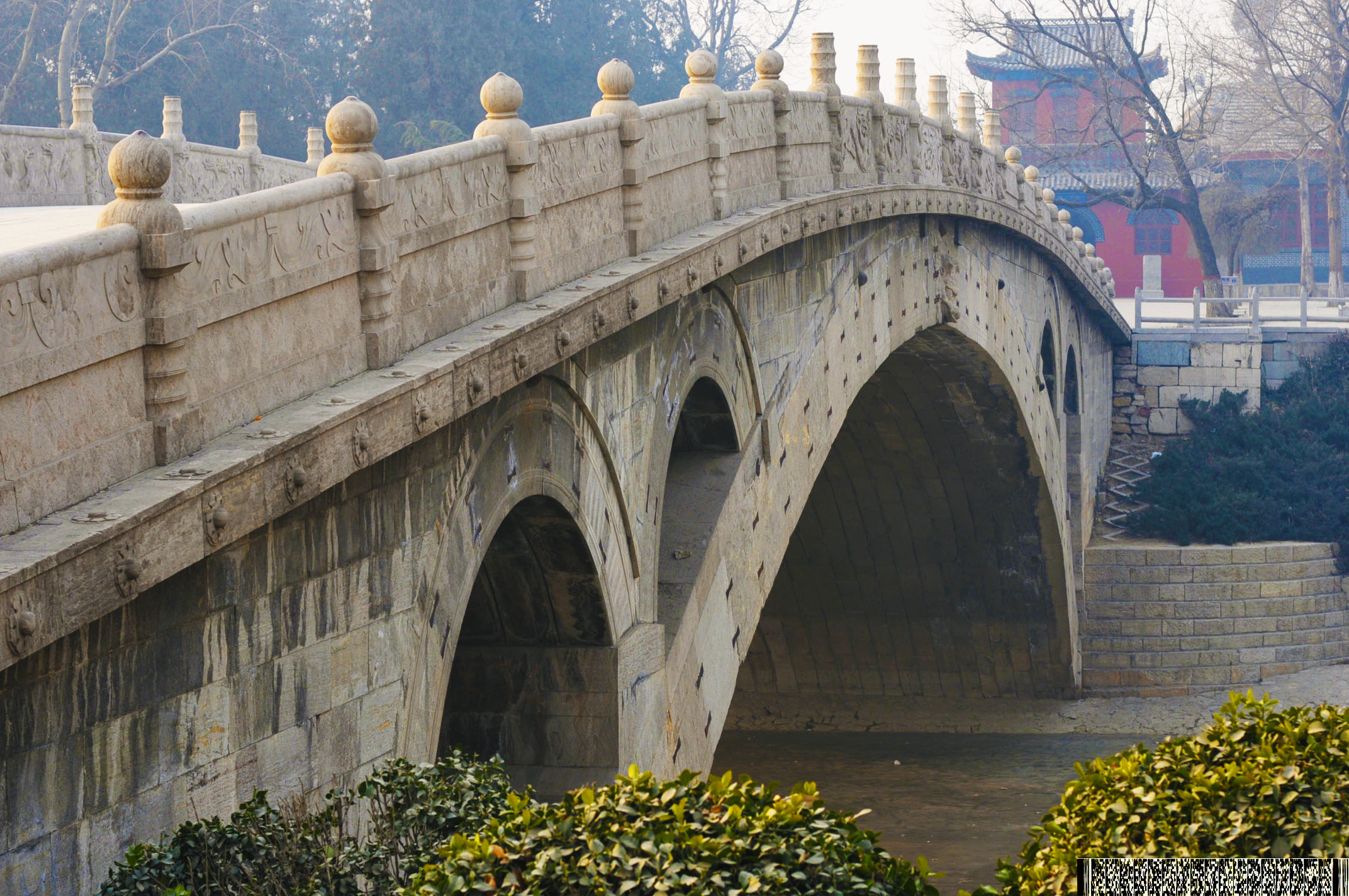
, secolele VI-VII d.Hr

Posibil ca cel mai vechi pod în arc existent să fie podul micenian Arkadiko⁠(d) din Grecia, din aproximativ 1300 î.Hr. Podul de piatră cu arc⁠(d) este încă folosit de populația locală. Podul elenistic Eleutherna,⁠(d) bine conservat, are un arc triunghiular. Pasarela din Rodos⁠(d) din secolul al IV-lea î.Hr. se sprijină pe un arc timpuriu (Voussoir⁠(d)).

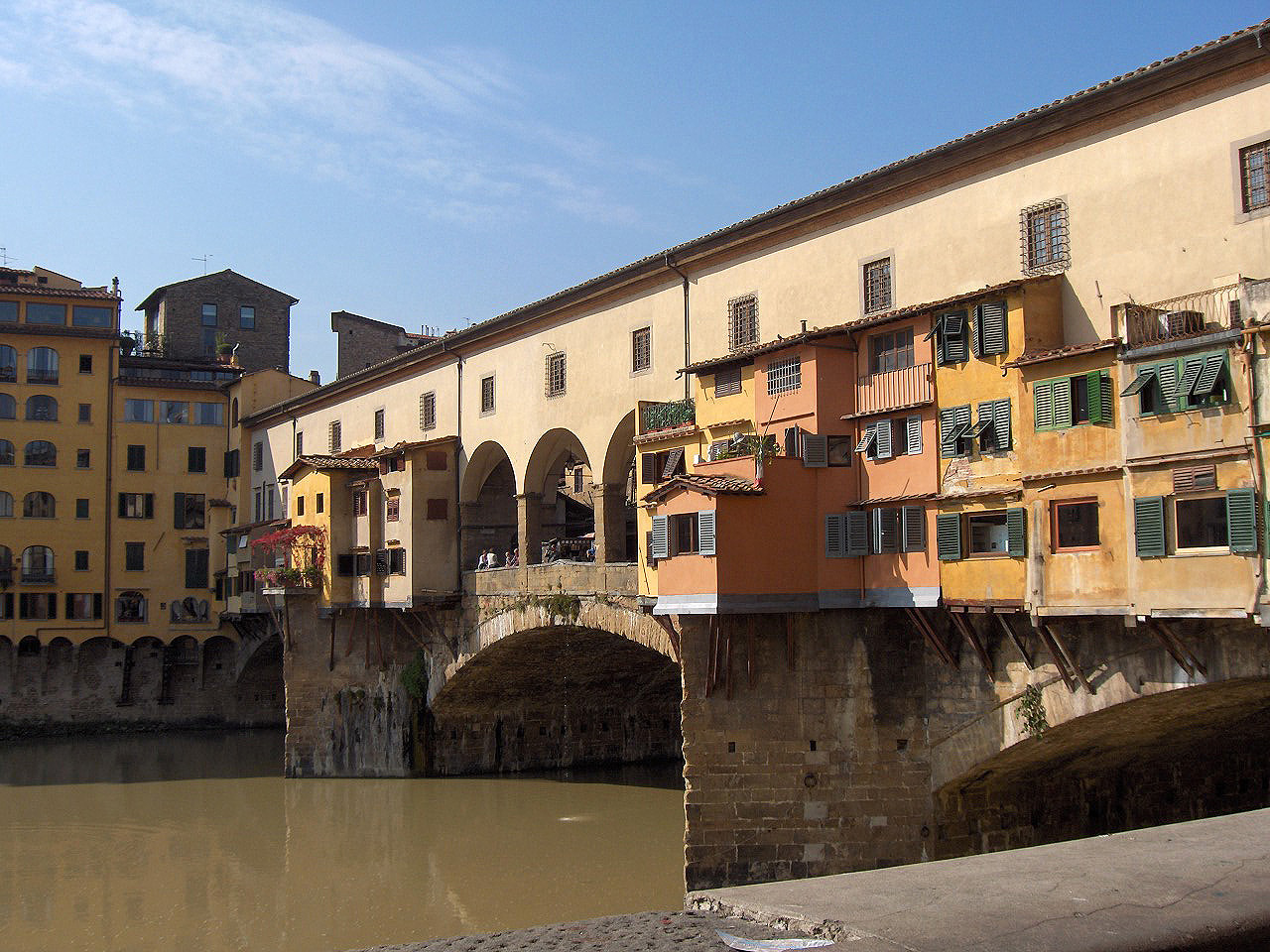
Ponte Vecchio, Florența, Italia (1345)

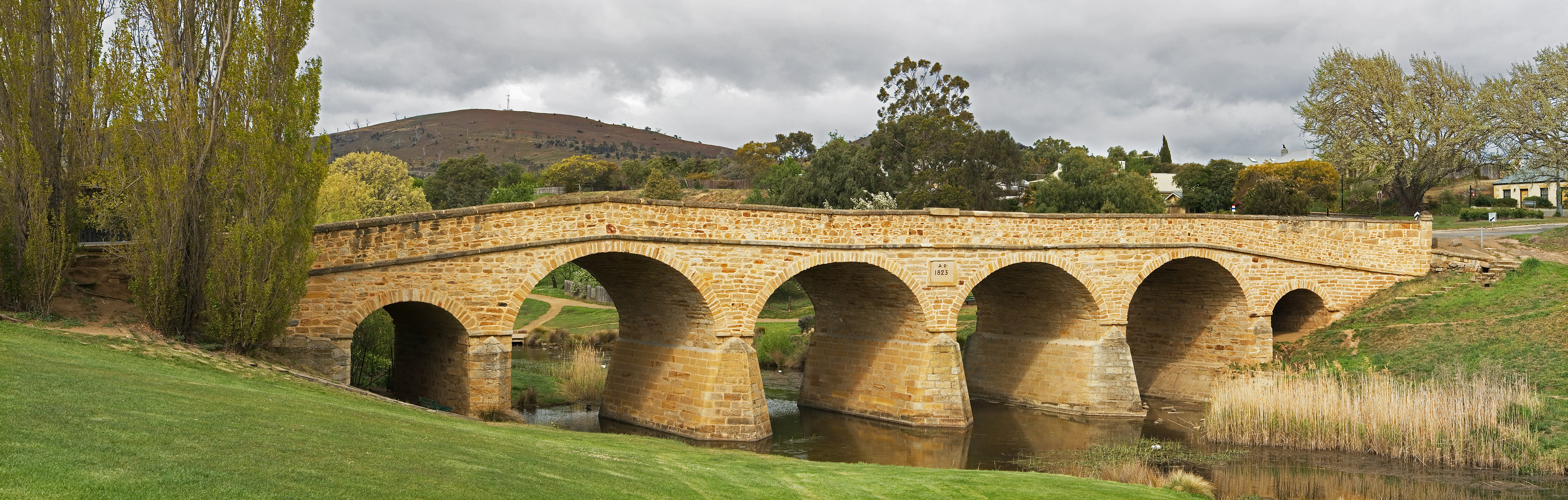
, cel mai vechi pod operațional din Australia (1825)